# يانغ غوانغ شيان
يانغ غوانغ شيان (بالصينية التقليدية: 楊光先) كان كاتبًا كونفوشيًا وعالم فلك، كما كان رئيسًا لمكتب علم الفلك، من عام 1665 إلى 1669.

## سيرته
كان يانغ غوانغ شيان مساعد قائد الحرس، في شينانوي، في تشيلي الجنوبية خلال أواخر فترة مينغ. في عام 1637، ذهب إلى بكين ثم حاول التقدم من خلال اتهام الآخرين بأعمال إجرامية أو ابتزازهم. عندما حاول ذلك ضد السكرتير الأكبر وين تيرين، نُفي إلى لياوكسي، حيث مكث حتى نهاية عهد أسرة مينغ عام 1644. وفي لياوكسي، تعلم التنجيم والعرافة.
عند عودته إلى بكين، مكنته مهاراته الجديدة في علم التنجيم من الظهور في صورة عالم فلك، مما أتاح له الدخول إلى الدوائر العليا. لكن اليسوعيين اتخذوا أعلى المناصب لعلماء الفلك. وفي عام 1659، كتب عن تجميع الأخطاء، وهو نقد للتقويم الغربي. كما كتب أول هجوم له على المسيحية، عن فضح الهتيرودوكسية. لكن هجومه المباشر الأول كان على عالم الفلك اليسوعي الرائد في المحكمة، يوهان آدم شال فون بيل، وبرز عام 1660، عندما أرسل دعوة لتصحيح الدولة إلى مجلس الطقوس، بدعوى أنهم يريدون إضفاء الطابع الغربي على التقويم الصيني. وقد رُفِض طلبه.
أنشأ المزيد من الكتابات على مدى السنوات القليلة المقبلة. جُمِعَت في عام 1665 بعنوان «لأنني لا أستطيع القيام بخلاف ذلك». ظهرت أهم هذه المقالات في أيلول 1664: بعنوان «شكوى تطلب معاقبة الدين الشرير». إلا أن هذه المرة، قَبِل مجلس الطقوس طلبه. ادعى يانغ فيه أن شال كان مسؤولًا عن وفاة كونسرت دونغو عام 1660 باختياره يومًا مشؤومًا لدفن ابنها عام 1658. أُصيب شال بجلطة دماغية أثناء التحقيقات وواحتاج دعم اليسوعي الفلمنكي فرديناند فيربيست.
في نيسان 1665، أُدين شال وسبعة من مساعديه الصينيين وحُكم عليهم بالإعدام. في النهاية، اُعدِم خمسة مسيحيين صينيين فقط، ونُفِي جميع المبشرين المسيحيين إلى ماكاو بدلًا من ذلك، وبقي أربعة يسوعيين فقط في بكين. آدم شال، الذي توفي عام 1666، لم يعش طويلًا بما يكفي لرفع الحظر عام 1671.
أصبح يانغ غوانغ شيان رئيسًا للمكتب الصيني لعلم الفلك. ومع ذلك، في عام 1668، أُزِيل من المنصب وحل محله مرة أخرى اليسوعي الفلمنكي فرديناند فيربيست، لأنه لم يستطع إصدار تقويم صالح خلال منافسة مع علماء الفلك اليسوعيين. أُعيد التحقيق في القضية السابقة ضد اليسوعيين وعُكِسَت جميع النتائج. حُكم على يانغ بالإعدام، ليُنفى إلى قريته الأصلية بسبب تقدمه في السن. وتُوفي العام التالي أثناء رحلته إلى المنزل.